# Maladera lyciensis
Maladera lyciensis är en skalbaggsart som beskrevs av Rudolph Petrovitz 1969. Maladera lyciensis ingår i släktet Maladera och familjen Melolonthidae. Inga underarter finns listade i Catalogue of Life.